# Ağaçören
Ağaçören (bis 1961 Panlı) ist eine Stadt und ein Landkreis in der türkischen Provinz Aksaray. Knapp 38 Prozent der Landkreisbevölkerung entfallen auf die Kreisstadt. Laut Stadtsiegel wurde Ağaçören 1957 in den Rang einer Belediye erhoben.
Der Landkreis befindet sich im Norden der Provinz und grenzt an die Provinz Ankara. Neben der Kreisstadt umfasst der Landkreis noch 27 Dörfer (Köy), von denen neun mehr Einwohner als der Durchschnitt (176 Einw.) haben. Camili ist  mit 1049 Einwohnern das größte Dorf. Der Kreis hat die zweitniedrigste Bevölkerungsdichte der Provinz (19 Einw. je km²).

Vor der Gründung der Provinz Aksaray im Jahre 1989 gehörte Ağaçören als ein Bucak (1985: 23.472 Einw. in 30 Dörfern) zum Landkreis Şereflikoçhisar in der Provinz Ankara.